# Vittoriano Esposito
Vittoriano Esposito (Celano, 1º ottobre 1929 – Avezzano, 14 febbraio 2012) è stato un critico letterario italiano.

## Biografia

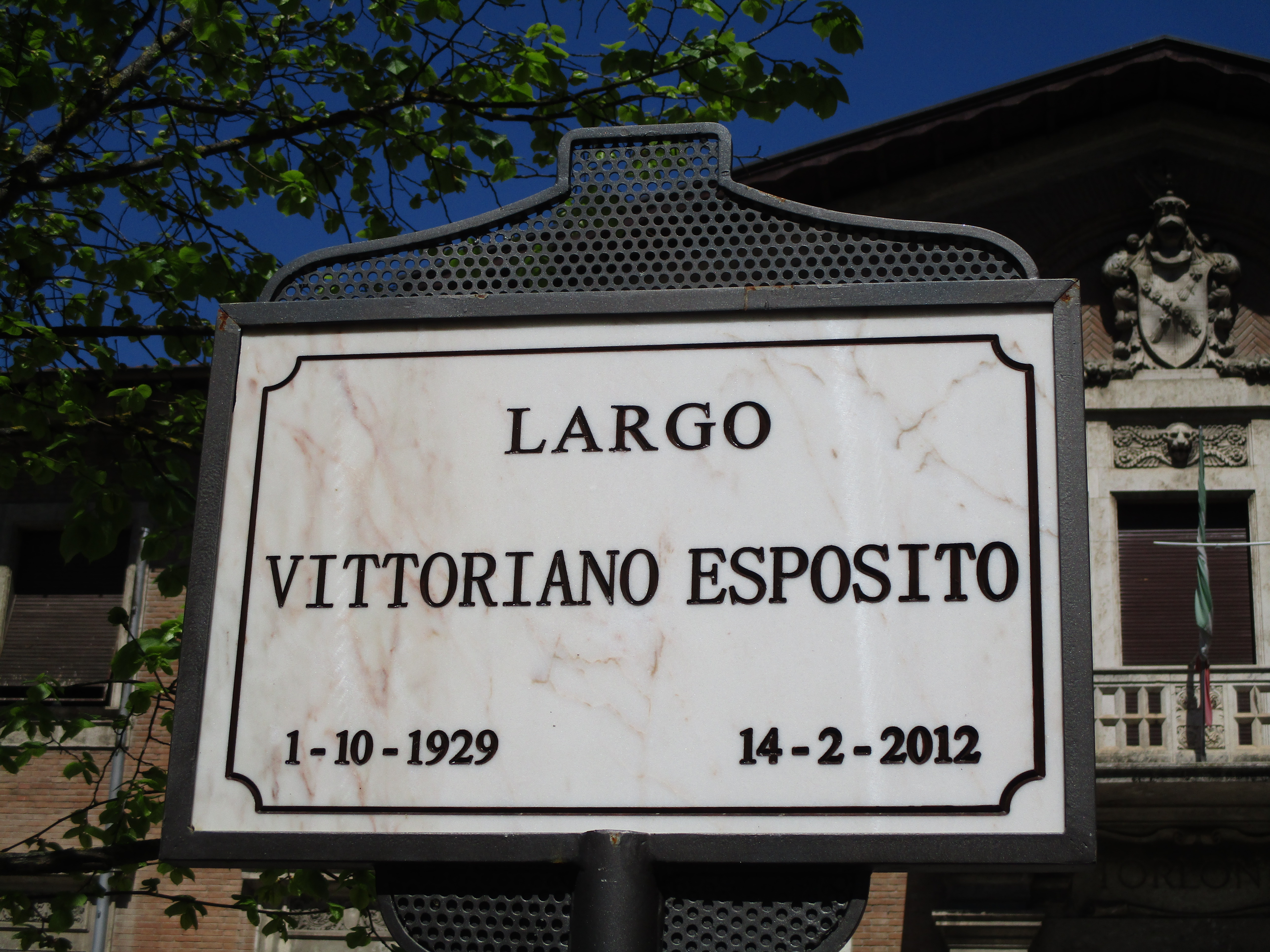
Targa di Largo Vittoriano Esposito ad Avezzano

Si laureò all'Università degli Studi di Roma "La Sapienza", con Natalino Sapegno ed Alfredo Schiaffini, discutendo una tesi su Cesare Pavese, per poi iniziare l'attività di insegnante di materie umanistiche nelle scuole superiori.
Docente per lunghi anni presso il liceo classico "Alessandro Torlonia" di Avezzano, città dove risiedeva, si occupò per la maggior parte della sua vita di critica letteraria e saggistica, avendo anche modo di collaborare alla cattedra di Letteratura Italiana dell'Università degli Studi dell'Aquila, tenuta da Emerico Giachery. Fu direttore della rivista "Abruzzo letterario", da lui fondata, e fino alla sua morte fu direttore, con Luce d'Eramo e Giuseppe Tamburrano, dei Quaderni Siloniani, organo ufficiale del Centro Studi Ignazio Silone di Pescina.
Pubblicò saggi, articoli e recensioni su numerose riviste letterarie (tra cui Letteratura Italiana Contemporanea, Nuova Antologia, Tempo Presente, La Fiera Letteraria).
La sua attività critica produsse numerosi saggi monografici su Dante Alighieri, Luigi Pirandello, Giovanni Pascoli, Giacomo Leopardi, Gabriele D'Annunzio, Cesare Pavese, Mario Pomilio, Ignazio Silone, Ennio Flaiano e molti altri.
Ebbe tra i suoi allievi Nazzareno Carusi.

## Eredità culturale
Nel 2013 il comune di Celano ha istituito il premio letterario intitolato a Vittoriano Esposito la cui premiazione si svolge presso l'auditorium "Enrico Fermi" nella cittadina abruzzese. 
Nel 2016 il comune di Avezzano ha intitolato un largo di piazza Torlonia al letterato.
Il 27 agosto 2018 presso il centro studi Ignazio Silone di Pescina, in occasione delle celebrazioni siloniane nel quarantennale dalla morte, si è tenuto un convegno sulla figura di Vittoriano Esposito e l'intitolazione al critico letterario di una scalinata che da piazzale Rancilio conduce ai piedi del campanile della chiesa di San Berardo dove è collocata la tomba dello scrittore.
Il 25 novembre 2022 è stato pubblicato il volume "Vittoriano Esposito - Darina Silone, Il Silone per cui mi batto. 
Lettere (1999-2002)", a cura di Giuseppe Leone, Ianieri Edizioni, Pescara.

## Principali opere
- Pirandello poeta lirico, Brescia, Magalini, 1968
- Introduzione a Giacomo Leopardi, Avezzano, Eirene, 1972
- Pavese poeta e la critica, Firenze, Edizioni della Nuova Europa, 1974
- Interpretazioni critiche del «Quinto Evangelio», Roma, Edizioni dell'Urbe, 1978
- Mario Pomilio narratore e critico militante, Roma, Edizioni dell'Urbe, 1978)
- Ignazio Silone. La vita, le opere, il pensiero Roma, Edizioni dell'Urbe, 1980
- Lettura di Ignazio Silone, Roma, Edizioni dell'Urbe, 1985
- Per un altro D'Annunzio, Roma, Edizioni dell'Urbe, 1988
- Attualità di Silone, Roma, Edizioni dell'Urbe, 1989
- Vita e pensiero di Ignazio Silone, Cerchio, Adelmo Polla editore, 1993
- Poesie Inedite di Giuseppe Tontodonati, Ediz. Regione Abruzzo, 1993
- Vita e pensiero di Ennio Flaiano, Cerchio, Adelmo Polla editore, 1996
- Religione e religiosità in Leopardi, Foggia, Bastogi, 1998
- Silone vent'anni dopo, L'Aquila, Amministrazione Provinciale, 1998
- La "Commedia" dantesca tra fede e dissenso, Pescara, Tracce, 1999
- Ignazio Silone ovvero un "caso infinito", Pescina, Centro Studi Siloniani, 2000
- Poetica e poesia di Cesare Pavese, Foggia, Bastogi, 2001
- Questioni siloniane, Avezzano, Edizioni Marsica Domani, 2003
- L'altro Novecento - La poesia "onesta" , Vol. VIII, Bastogi Editrice Italiana, Foggia 2004.
- Frammenti di vita e di pensiero di I. Silone (raccolta di scritti sparsi con introduzione e commento), 2005
- L'altro Novecento - La poesia "onesta" , Vol. IX, Parte Seconda, Bastogi Editrice Italiana, Foggia 2006
- Silone e la rivolta del «terzo fronte», Pescina, Centro Studi Siloniani, 2007
- L'altro Novecento nella Narrativa Italiana, Vol. X, Bastogi Editrice Italiana, Foggia 2009
- Scritti su Silone, Centro Studi Siloniani, Pescina 2010
- L'altro Novecento. Rassegna di Studi critici sulla Letteratura Italiana, Vol. XI, Bastogi Editrice Italiana, Foggia 2010
- Il Silone per cui mi batto. Lettere (1999-2002), Vittoriano Esposito e Darina Silone, a cura di Giuseppe Leone, Ianieri Edizioni, Pescara, 2022.

## Premi
Tra i numerosi premi e riconoscimenti ricevuti per la critica letteraria, vanno ricordati:
- Nobel d'Abruzzo (con cittadinanza onoraria di Vacri), 2005
- D'Annunzio-Michetti, Pescara 2006
- Zirè d'oro, L'Aquila 2007